# Straatpot
Een straatpot, een vloerpot of een (straats)kolk is een voorwerp dat gebruikt wordt om een afsluiter van een ondergrondse leiding aan te duiden. Straatpotten worden over het algemeen geplaatst in de stoep of soms op straat.

## Opschriften

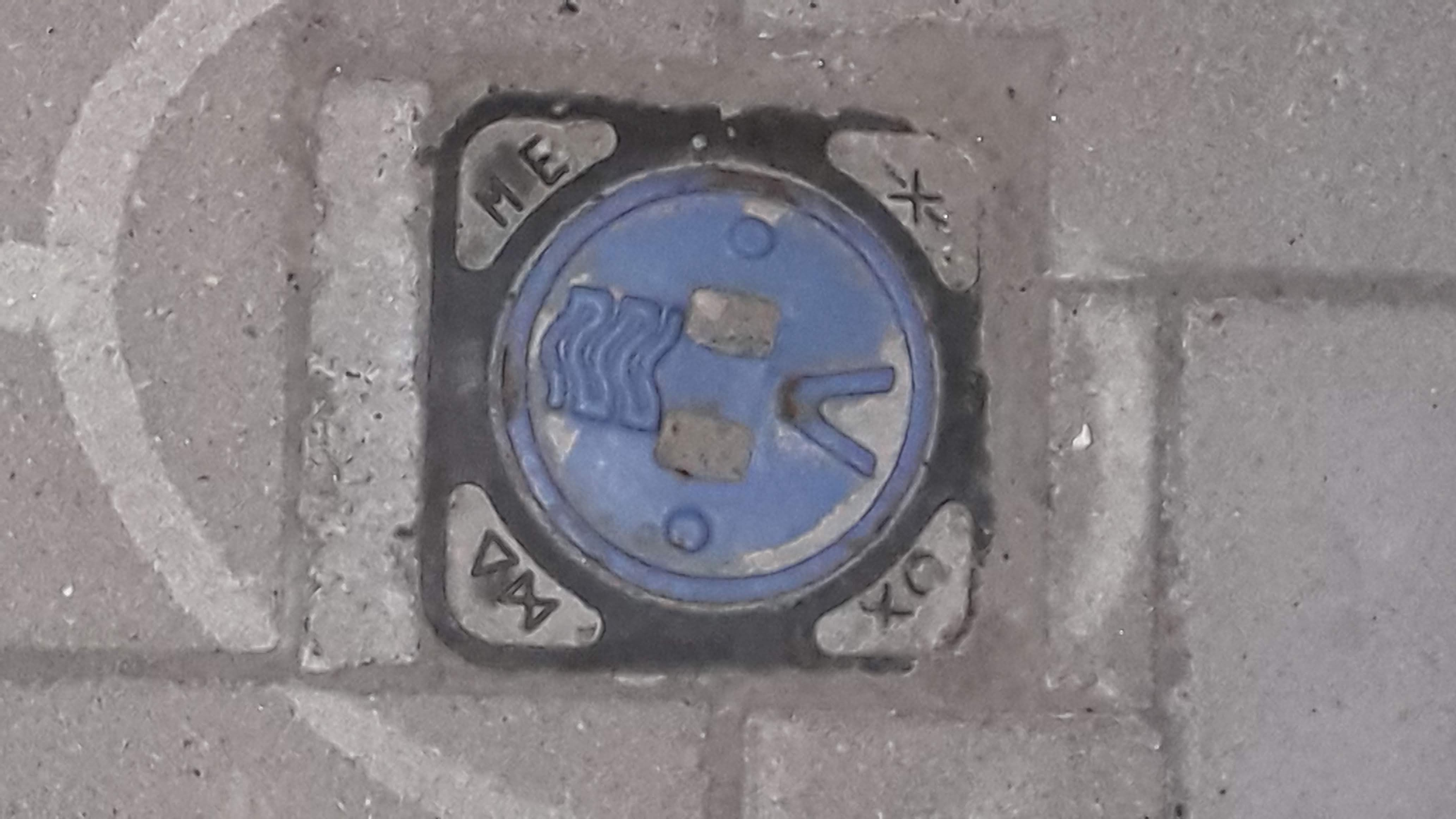
De 'V' staat voor Vlinderafsluiter en de golfjes voor water, wat verwijst naar waterleiding.

Op straatpotten staan altijd merknamen vermeld, maar ook het type leiding. Bij een waterleiding staat er bv. een symbool op van water. Straatpotten worden vaak aangeduid met een aanwijsplaat die reeds aan de muur hangt of zelf bevestigd is aan een paal.

## Materiaal
Straatpotten zijn gemaakt van gietijzer of van kunststof. Kunststof varianten worden in toenemende mate toegepast, omdat het productieproces van gietijzer de ecologische voetafdruk vergroot.

## Bekende merken
- AVK
- Hydroko
- NERING - BÖGEL
- SINT-GOBAIN
- VRM
- Wavin

## Toepassingen
- Waterleiding
- Gasleiding
- Afvoerleiding
- Kraan van een ondergrondse hydrant
- Peilbuis
- Verwarmingsbuizen